# هوندویلر هوئی
هوندویلر هوئی (به لاتین: Hundwiler Höhi) یک کوه در سوئیس است که در کانتون آپنتسل آوسرهودن واقع شده‌است. هوندویلر هوئی ۱٬۳۰۶ متر بالاتر از سطح دریا واقع شده‌است.